# Киценко, Татьяна Петровна
Киценко Татьяна Петровна (укр. Киценко Тетяна Петрівна; 22 сентября 1977, Харьков) — драматург, сценарист, автор и куратор социально-культурных проектов.

## Биография
Родилась в Харькове в семье военного. Первые годы жизни провела в с. Клугино-Башкировка Харьковской области.
В 1984 году пошла в гарнизонную школу в городе Риза (нем. Riesa, Саксония, Германия). Переезжая вместе с семьей, также проживала в г. Ждановка Донецкой области, г. Белая Церковь Киевской области.
С 1996 по 2007 годы жила в Харькове, в 2001 закончила Харьковский государственный педагогический университет по специальности «русский язык, мировая литература, английский язык».
В 2005—2016 годах работала журналистом в «Афиша», Elle, Marie Claire, «АрхИдея» и других украинских изданиях.
С 2016 года — сценарист, специализируется на детективных проектах.
С 2007 года живет и работает в Киеве.

### Семья
Отец, Киценко Петр Иванович — военнослужащий, преподаватель высшей категории. Мать, Киценко Людмила Николаевна, — медицинский работник. Сестра — Анастасия Червинская.

## Пьесы
«Проблемы дождей» (2011)
«Три Ницше» (2011) (постановка на херсонском фестивале «Лютий-Февраль» № 4)
«Бал бетменов» (2012)
«Комната абсолютной тишины» (2012)
«Моя милиция меня» (2013)
«Белохалатность» (2013) (постановка «the Білохалатність» Черкасского академического областного украинского музыкально-драматического театра им. Т. Шевченко, 2015)
«Женщины и снайпер» (2014) (постановка театра Магдебурга в рамках фестиваля «Дикий Восток. Явление Украина»)
«В пошуках героя» (2014) (постановка Прилуцкого ГДК, 2014; Черниговского академического областного украинского музыкально-драматического театра им. Т. Шевченко, 2017)
«Отелло стыдно» (2016)
«Пеніта ля трагедія» (2019) (Киев, Сцена 6, постановка «ПЕНІТА.опера» в рамках проекта «Довічно важливо», 2019)

## Кураторская деятельность
Куратор проектов «На документ!» (2013), «Драма свободы» (2014), «Под прицелом. Современная драма» (2015).
Автор и куратор социально-культурного проекта «Довічно важливо» (рус. «Пожизненно важно», 2018—2019).

### Проект «Довічно важливо»
В 2018—2019 годах Татьяна Киценко с командой единомышленников разработали проект «Довічно важливо» (рус. «Пожизненно важно»), призванный изменить отношение общества к пожизненно осужденным.
Проект состоит из ряда правозащитных мероприятий и креативной части — документальной «ПЕНИТА.оперы» в сопровождении концептуальной фотовыставки Руси Асеевой. Автор либретто «ПЕНИТА.оперы» — Татьяна Киценко, композитор — Золтан Алмаши, режиссер — Максим Голенко, хореограф — Максим Булгаков, художник-постановщик — Максим Афанасьев, виджей — Сергей Пилявец.
Премьера «ПЕНИТА.оперы» прошла 11 апреля 2019 года на Сцене 6 в Киеве. Впоследствии спектакль вошел в репертуар Киевского национального академического театра оперетты.
Проект «Довічно важливо» реализовала ОО «Театральная платформа» в сотрудничестве с Харьковской правозащитной группой и «Сетью по судебной защите прав заключенных» (European Prison Litigation Network), ансамблем «Киевская камерата» и Домом композиторов, при финансовой поддержке программы Culture Bridges.
Страница проекта в Facebook: Довічно важливо: соціальний проект Архивная копия от 4 апреля 2019 на Wayback Machine.

## Признание и награды
Победительница фестиваля «Тиждень актуальної п'єси» (Киев, 2011, 2012, 2013). Лауреат фестиваля Драма. UA (Львов, 2012). Участница фестиваля «Любимовка» (Москва, 2014). Лонг-листер фестиваля «Евразия» (2013), Волошинского конкурса (2017), лонг- и шот-листер конкурса «Ремарка» (2015, 2017). Участница фестиваля SPECIFIC (Брно, 2014), проекта «Wilder Osten. Ereignis Ukraine» (Магдебург, 2016).
Заняла 2-е место на конкурсе «Коронация слова» (Киев, 2015).
Обладательница гран-при конкурса Free Theatre (Лондон-Минск, 2016).

## Публикации пьес
- UA Киценко Тетяна, Три Ніцше. Сучасна українська драма. Луцьк: Смарагд, 2012. — 182 с.
- UA Киценко Тетяна, Бал бетменів. Drama.UA-2012. Львів: Artarea, 2013. — 284 с.
- EN Kytsenko Tetiana, The Women and the Sniper. Belarus Free Theatre. Staging a Revolution. New Plays From Eastern Europe (The VIII International Contest of Contemporary Drama). London: Oberton Books LTD, 2016
- UA Kytsenko Tetiana, Whitecoatlapse. Terra Poetica. Almanac of Young Drama. Kyiv: Samit-Knyga 2018. 296 p.
- PL Kycenko Tetiana, Białofartuszność. Współczesna dramaturgia ukraińska. Od A do JA. Warszawa: ADiT, 2018. 256 s.

## Публикации в СМИ
Тетяна КИЦЕНКО: «Драматург має дивитися в обличчя реальності» Архивная копия от 3 февраля 2020 на Wayback Machine. «Хрещатик» 20.08.2014
На війні є лише «свої» та «чужі» Архивная копия от 3 марта 2022 на Wayback Machine. «День» 17.08.2016
Від початку до кінця автор має змінюватися Архивная копия от 5 сентября 2020 на Wayback Machine. «Критика» 03.2017
Було страшно усвідомлювати: в Києві стартує важливий проект про довічно засуджених жінок Архивная копия от 24 ноября 2020 на Wayback Machine. «РБК Украина» 01.04.2019
Тетяна Киценко: «Довічне ув’язнення рівнозначне тортурам. Чи готові ми всіх цих людей катувати й далі?». «Цензор.нет» 04.04.2019
Жінки за гратами. Що ми про них знаємо?. «Интерфакс Украина» 14.05.2019
«ПЕНІТА.оперу» про довічно засуджених жінок покажуть у Києві Архивная копия от 14 августа 2020 на Wayback Machine. «Укринформ» 09.04.2019
Інтерв’ю з довічно ув’язненими жінками стали основою опери Архивная копия от 16 апреля 2019 на Wayback Machine. MusicReview Ukraine. 06.04.2019
Інтерв’ю з довічницями стали основою опери Архивная копия от 22 февраля 2022 на Wayback Machine. «Газета. UA» 29.03.2019
Покаяння окаянних. «Критика» 07.2019
«ПЕНІТА ОПЕРА» — МОТИВ ДЛЯ КОЛОНІЇ І ФІЛАРМОНІЇ Архивная копия от 20 сентября 2020 на Wayback Machine. «Коридор» 01.08.2019
ХТО І НАВІЩО СТАВИТЬ ОПЕРУ ПРО ЗАСУДЖЕНИХ ЖІНОК Архивная копия от 2 января 2021 на Wayback Machine. CulturePartnership 04.2019
Голоси довічного ув’язнення у соціальному проекті «Довічно важливо» Архивная копия от 29 марта 2020 на Wayback Machine. CulturePartnership 01.2020
У Києві презентували документальну оперу про довічно ув’язнених жінок — відео Архивная копия от 12 апреля 2019 на Wayback Machine. «Радиосвобода» 11.04.2019
Максим Голенко, Тетяна Киценко. «Отражение-Віддзеркалення» Архивная копия от 7 января 2020 на Wayback Machine. ATN 25.04.2019 (відео)
Тетяна Киценко. Первый городской, Одесса 05.03. 2019 (відео)